# Frullanoides corticalis
Frullanoides corticalis là một loài Rêu trong họ Lejeuneaceae. Loài này được (Lehm. & Lindenb.) Slageren mô tả khoa học đầu tiên năm 1985.